# Alexander Hermansson
Alexander Ken Hermansson, född 22 januari 1992 i Brännkyrka församling i Stockholm, är en svensk Youtube- och TV-profil. Hermansson är medlem i extremsport- och underhållningsgruppen Rackartygarna som har ett YouTube-konto med omkring 97 miljoner totala visningar (2025). Han medverkar även som programledare för SVT:s barnprogram Sommarlov.
Under sommaren 2014 var han programledare för Sommarlov tillsammans med Malin Olsson och Rijal Mbamba. Efteråt har han fortsatt att göra flera TV-program till SVT Barnkanalen och somrarna 2015–2024 var han återigen programledare för Sommarlov.
Under våren 2015 var Hermansson en av deltagarna i TV4:s Let's Dance och hamnade på fjärde plats.

## Biografi
Runt tolv års ålder började Hermansson skapa egna filmer med sin webbkamera. I sketcherna spelade han olika roller i samma filmer genom att ha förklädnader. Även hans vänner brukade medverka i webbkamerasketcherna. Han har gått Mediagymnasiet med inriktning film/tv/foto. Tillsammans med sina studiekamrater bildade han där extremsport- och underhållningsgruppen Rackartygarna 2010.
Hermansson är även engagerad i den globalt kristna kyrkorörelsen Hillsong Church.

## Familj
Alexander Hermansson gifte sig i april 2016 med Caroline Hermansson som också är barnprogramledare. De har en son tillsammans född 2020. Den 4 mars 2022 gick de via Instagram ut med att de ansökt om skilsmässa.
Alexander Hermansson är barnbarn till Jan Hermansson, pionjär inom kampsporten Aikido.

## Uppdrag
- 2013 – Rackartygarna, TV6-Play
- 2014 – Juniorprogramledare på OS i Sotji, Viasat
- 2014 – En skev resa, Splay/Youtube
- 2014 – Talang Sverige [silverplats], TV3
- 2014 – Sommarlov, SVT Barnkanalen
- 2014 – Fredagkväll med Alex, SVT Barnkanalen
- 2015 – Lets Dance, TV4
- 2015–2016 – Fredagkväll med Alex, SVT Barn
- 2016 – Gladiatorerna, TV4
- 2016 – Next Level, SVT Play
- 2016 – Alex hittar hobbyn, SVT Barn
- 2017 – Världens Barn-galan, SVT
- 2017 – Fixa Bröllopet, SVT Barn
- 2019 - Gissa Alex, SVT Barn
- 2020–2022 - Kokobäng, SVT Barn
- 2020 – Hemmahänget, SVT Barn
- 2022 – Hatch!, SVT Barn
- 2023 – Vår Story med Alex, SVT Barn
- 2023 – Alex live, SVT Barn